# 데스 위시 (1974년 영화)
《데스 위시》(영어: Death Wish)는 1974년에 개봉한 미국의 액션 엑스플로이테이션 영화이다. 마이클 위너가 감독을 맡았으며, 브라이언 가필드의 동명 소설이 원작이다.
속편 《데스 위시 2》(1982)로 이어진다.
2018년 브루스 윌리스가 주연한 동명 리메이크 영화가 개봉하였다.

## 줄거리
온화한 성격의 중년 건축가 폴은 맨해튼에서 아내 조애나, 성인이 된 딸 캐럴과 함께 살고 있다. 어느 날 강도 셋이 조애나와 캐럴의 뒤를 밟고 배달원인 척 아파트에 침입하여 조애나를 심하게 폭행하고 캐럴은 성폭행한다. 조애나는 병원에 실려가지만 결국 사망하고 캐럴은 긴장증 상태가 된다.
사실 폴은 사냥꾼이었던 아버지에게서 배운, 뛰어난 사격 실력을 갖추고 있다. 폴은 애리조나주 투손 출장에서 만난 고객에게서 콜트 32 구경을 선물로 받는다. 이를 호신용으로 품고 밤 산책에 나선 폴은 강도를 당할 뻔하자 강도를 쏴 죽인다. 이후 좀처럼 범인들을 찾아내지 못하는 수사 당국에 염증이 난 폴은 도시를 돌아다니며 마주치는 범죄자들을 총으로 처단하기 시작한다.

## 출연진
- 찰스 브론슨
- 호프 랭
- 빈센트 가디니아
- 윌리엄 레드필드
- 스티븐 키츠
- 스튜어트 마걸린
- 제프 골드블룸
- 크리스토퍼 게스트
- 올림피아 두카키스
- 존 허츠펠드
- 에릭 래노빌
- 로런스 힐턴제이컵스
- 소니아 만사노
- 앨 루이스
- 빌리 커티스
- 폴 둘리
- 아트 에번스
- 로버트 미아노
- 윌리엄 보거트